# Hohlstedt (Wallhausen)

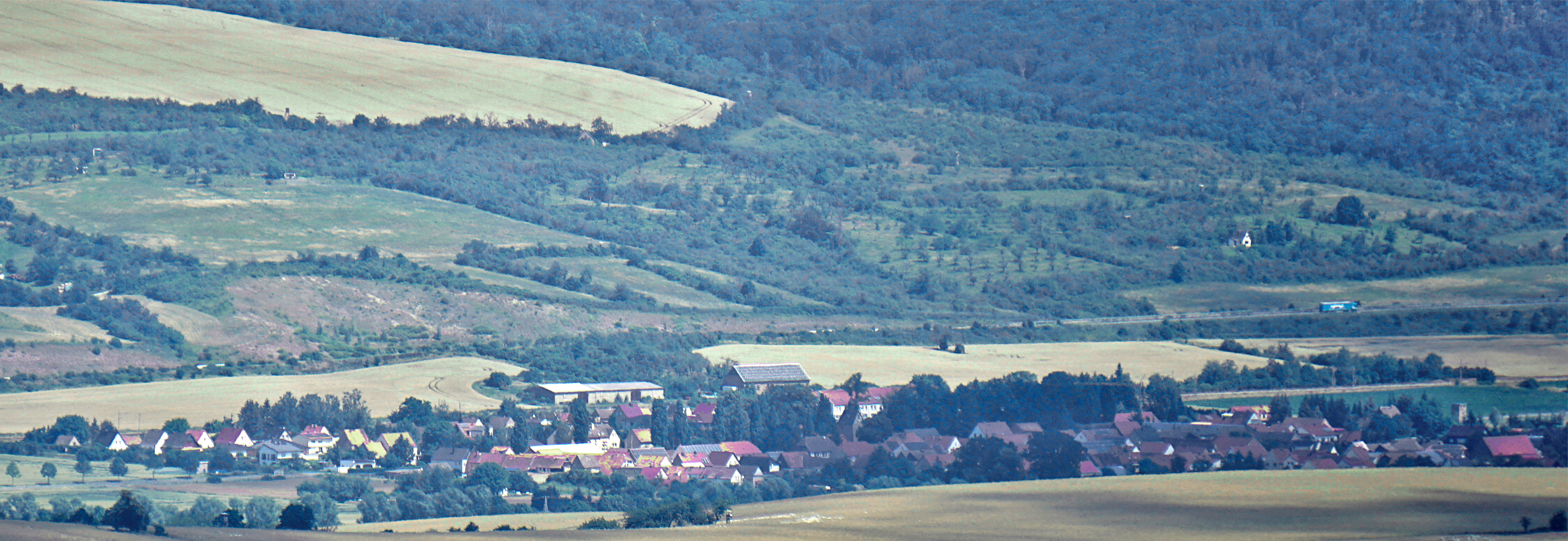
Hohlstedt vom Kyffhäuserdenkmal aus gesehen

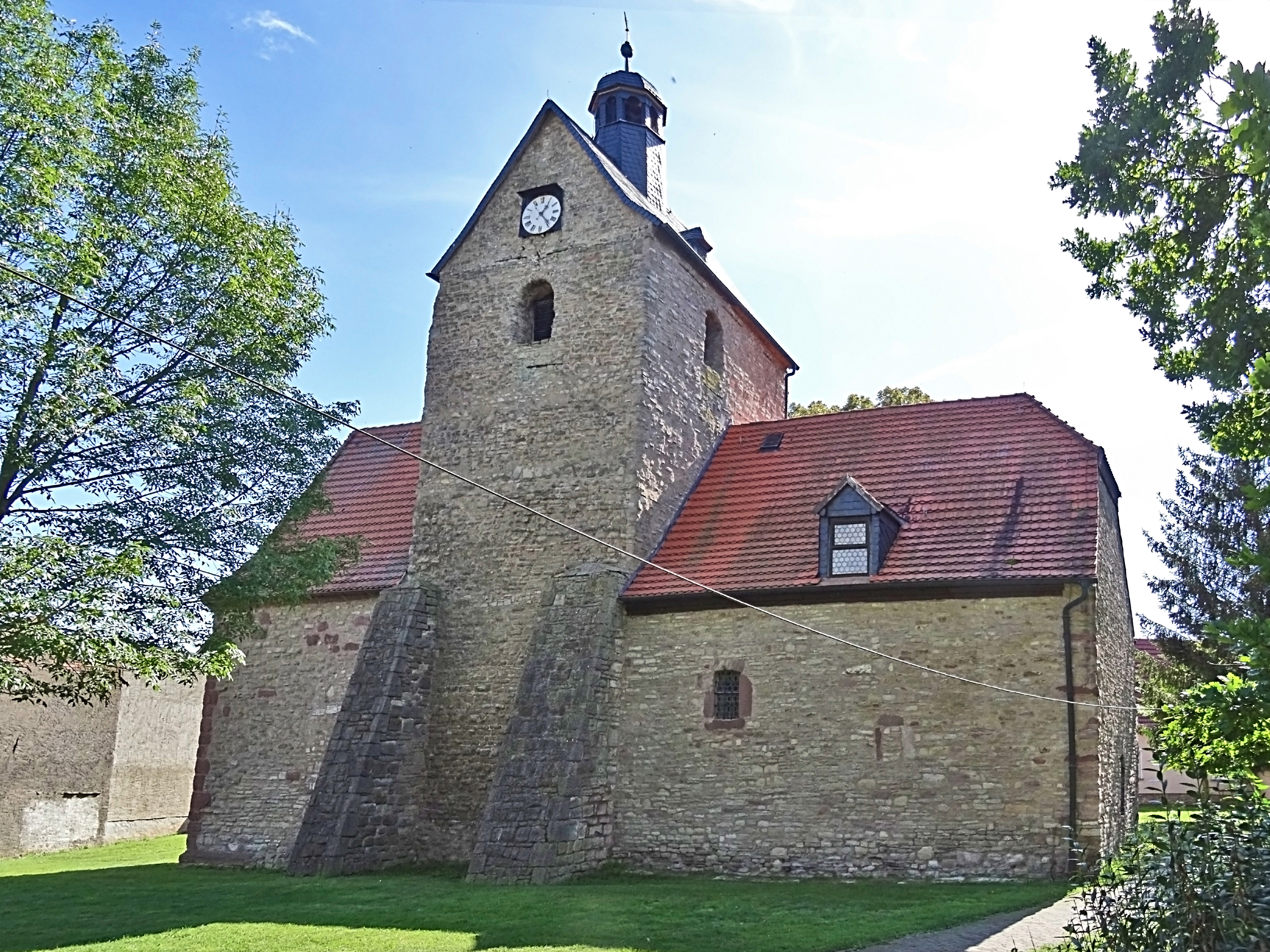
St. Andreas

Hohlstedt ist seit 1973 ein Ortsteil der Gemeinde Wallhausen im Landkreis Mansfeld-Südharz in Sachsen-Anhalt, Deutschland.

## Geographie
Das Dorf liegt an der Helme, etwa drei Kilometer westlich von Wallhausen an der Straße nach Bennungen in der Goldenen Aue zwischen Sangerhausen und Nordhausen. Nördlich des Ortes verläuft die Bundesautobahn 38. An der Straße nach Brücken befindet sich das Schwedenkreuz, ein altes Sandsteinkreuz, das im Winter 2008/09 gestohlen wurde, aber unversehrt wiedergefunden wurde. Nördlich von Hohlstedt verläuft die Bahnstrecke Halle–Hann. Münden und die A 38.

## Geschichte
957 wurde Hohlstedt erstmals urkundlich als Haholtestat erwähnt. Die Kirche St. Andreas stammt aus dem 12. Jahrhundert. Von 1585 bis 1626 wütete mehrmals die Pest im Ort und führte zu etwa 300 Toten. Im Dreißigjährigen Krieg (1618–1648) wurden 34 von 40 Häusern zerstört. In den 1920er und 1930er Jahren wurden Siedlungshäuser in Hohlstedt gebaut. Während des 2. Weltkrieges befand sich vom 16. Januar bis zum 27. März 1945 in der Gemeindegaststätte ein KZ-Außenlager des KZ Dora-Mittelbau, dessen Häftlinge zur Zwangsarbeit eingesetzt wurden. Bei einem Großbrand 1950 wurden fünf Gehöfte bis auf die Grundmauern vernichtet.

## Friedhof
Auf dem Friedhof befindet sich ein Kriegerdenkmal für die im Ersten und Zweiten Weltkrieg Gefallenen aus Hohlstedt.

## Söhne und Töchter des Ortes
- Dagmar Szabados (* 10. November 1947), SPD-Politikerin, ehemalige Oberbürgermeisterin der Stadt Halle (Saale)